# Семантическая публикация
Семантическая публикация (англ. Semantic publishing) или публикация в семантическом вебе (англ. semantic web publishing) — размещение информации в Интернете в формате документов, сопровождаемых семантической разметкой. Семантическая публикация даёт возможность поисковым машинам более точно интерпретировать структуру и смысл опубликованной информации, что делает поиск информации в Интернете и интеграции данных более эффективным.
Хотя семантическая публикация не является чем-то специфичным для Интернета, развитие семантических сетей способствовало росту числа семантических публикаций. В семантической сети информация публикуется вместе с метаданными, которые её описывают, обеспечивая тем самым «семантический» контекст.
Семантическая публикация потенциально способна изменить формат публикации документов в Интернете, но конкретная реализация этих форматов зависит от разработки соответствующих прикладных программ. Веб-сайты могут изначально создаваться с контентом, представленным одновременно в формате HTML и семантическом формате. RSS1.0, например, использует семантический формат RDF, но становится менее популярным по сравнению с RSS2.0 и Atom.
По оценкам экспертов, семантические публикации могут произвести революцию в издании научной литературы и периодики. Тим Бернерс-Ли в 2001 году предсказал, что семантическая сеть «изменит саму природу получения и распространения научных знаний таким образом, что мы сейчас едва ли сможем вообразить». Коллеги Бернерс-Ли полагают, что семантический веб «может привести к революции всего жизненного цикла существования научного знания». Например, исследователи смогут самостоятельно публиковать свои экспериментальные данные в Интернете в «семантическом» формате, а семантические поисковые системы сделают эти данные доступными в мировом масштабе. Рабочая группа W3C по медицинским и биологическим наукам изучает эту идею.

## Два подхода к реализации семантических публикаций
1. Публикация информации как объектов данных с использованием семантических веб-языков, таких как RDF и OWL. Онтология обычно разрабатывается применительно к конкретной предметной области. SWEO Linking Open Data Projec содержит список источников данных, а также список инструментов семантических публикаций.
2. Вставка в документы формальных метаданных с использованием новых языков разметки, таких как RDF и микроформаты.

## Примеры онтологий и словарей для семантических публикаций
- Дублинское ядро
- SKOS
- FOAF
- SIOC
- RSS
- DOAP
- SPE

## Примеры инструментов и сервисов для семантических публикаций
- Ambra Project — свободное программное обеспечения для публикации журналов, находящихся в открытом доступе с помощью RDF. Используется Общественной научной библиотекой;
- Semantic MediaWiki — расширение для вики-движка MediaWiki, позволяющее пользователям добавлять семантические аннотации к вики-страницам, используя дополнительные элементы вики-разметки, превращая MediaWiki в семантическую вики;
- D2R Server — инструмент для размещения в семантическом вебе реляционных баз данных, таких как Linked data и SPARQL — точек доступа;
- Utopia Documents — инструмент для обработки документов проекта по биоинформатике UTOPIA[13].